# Zabajkalskij kraj
Zabajkalskij kraj (russisk: Забайка́льский край, tr. Zabajkálskij kraj; dansk: ~ Transbajkal udkanten) er en kraj i Sibiriske føderale distrikt i Rusland og en af de 83 enheder i den russiske føderation. Krajen har et areal på 431.892 km², og 984.395 (2024). Hovedstaden er byen Tjita med 333.159 (2024) indbyggere. Andre større byer i krajen er Krasnokamensk (russisk: Краснокаменск), der har 52.299 (2018) indbyggere, og Borsja (russisk: Борзя) med 28.888 (2018) indbyggere.

## Geografi
Zabajkalskij kraj ligger i den historiske region Transbajkal. Den har lange grænser til Kina (998 km) og Mongoliet (868 km) og interne grænser til Irkutsk og Amur oblast, og republikkerne Burjatien og Sakha.
Zabajkalskij kraj ligger i Jakutsk tidszone (YAKT). Forskellen til UTC er +9 UTC ~ MSK+6.

## Historie
Zabajkalskij kraj blev oprettet 1. marts 2008 som følge af en sammenlægning af Tjita oblast og Agino-Burjatsk autonome okrug, efter at en folkeafstemning om emnet var afholdt 11. marts 2007.